# Alfa Apodis
Alfa Apodis (α Apodis förkortat Alfa Aps, α Aps) är en ensam stjärna i sydvästra delen av i stjärnbilden Paradisfågeln. 
Den har en magnitud av 3,83, är den ljusaste stjärnan i stjärnbilden och är synlig för blotta ögat där ljusföroreningar ej förekommer. Baserat på parallaxmätning inom Hipparcosuppdraget på ca 7,6 mas, beräknas den befinna sig på ett avstånd av ca 430 ljusår (132 parsek) från solen.

## Nomenklatur
Alfa Apodis var den grekiska beteckningen alfa för en del av den konstellation, som Johann Bode kallade Apis Indica i sin stjärnatlas Uranometria år 1603.

## Egenskaper
Alfa Apodis är en orange till gul jättestjärna av spektralklass K2.5 III, vilket anger att den har förbrukat vätet i dess kärna och har utvecklats bort från huvudserien. Den har en radie som är ca 48 gånger solens radie och avger ca 930 gånger mer energi än solen från dess fotosfär vid en effektiv temperatur på ca 4 300 K.